# Třída Round Table
Třída Round Table je třída tankových výsadkových lodí postavených v 60. letech pro Royal Fleet Auxiliary, podpůrnou složku britského královského námořnictva. Celkem bylo pro britské námořnictvo postaveno sedm jednotek této třídy. Britové je ze služby vyřadili po dokončení nové třídy Bay. Pro australské námořnictvo byla postavena ještě osmá jednotka – výsadková loď HMAS Tobruk (L 50).

## Pozadí vzniku

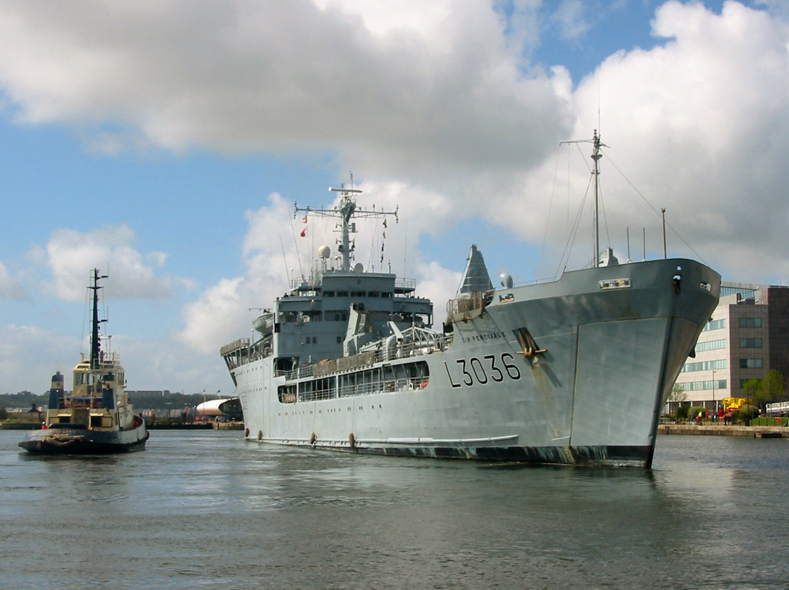
Sir Percivale (L3036)

Stavba probíhala v letech 1962-1966. Všech šest postavených lodí bylo pojmenováno podle rytířů kulatého stolu krále Artuše – Sir Lancelot (L 3029), Sir Bedivere (L 3004), Sir Geraint (L 3027), Sir Galahad (L 3005), Sir Percivale (L 3036) a Sir Tristram (L 3505). V letech 1985-1987 byla postavena druhá jednotka Sir Galahad, náhradou za původní plavidlo potopené ve falklandské válce. Konstrukce této lodi však byla modernizována.
Jednotky třídy Round Table:
| Jméno                       | Spuštěna          | Vstup do služby    | Status |
| --------------------------- | ----------------- | ------------------ | --- |
| HMS Sir Bedivere (L3004)    | 20. července 1966 | 18. května 1967    | Vyřazena 2008, dne 21. května 2009 získána Brazílií jako Almirante Saboia (G-25), aktivní.                                          |
| HMS Sir Galahad (L3005)     | 19. dubna 1966    | 17. prosince 1966  | Dne 8. června 1982 byla ve falklandské válce těžce poškozena pumami argentinských bombardérů A-4 Skyhawk. Později byl vrak potopen. |
| HMS Sir Geraint (L3027)     | 26. ledna 1967    | 12. července 1967  | Vyřazen 2003. |
| HMS Sir Lancelot (L3029)    | 25. června 1963   | 16. ledna 1964     | Vyřazen 1989. |
| HMS Sir Percivale (L3036)   | 4. října 1967     | 23. března 1968    | Vyřazen 2004. |
| HMS Sir Tristram (L3505)    | 12. prosince 1966 | 14. září 1967      | Vyřazen 2005 |
| HMAS Tobruk (L50)           | 1. března 1980    | 23. dubna 1981     | Vyřazena 2015. |
| HMS Sir Galahad (II, L3005) | 13. prosince 1986 | 25. listopadu 1987 | Vyřazena 2006, dne 4. prosince 2007 získána Brazílií jako Garcia D'Avila (G-29), vyřazena 29. října 2019.                           |

## Konstrukce

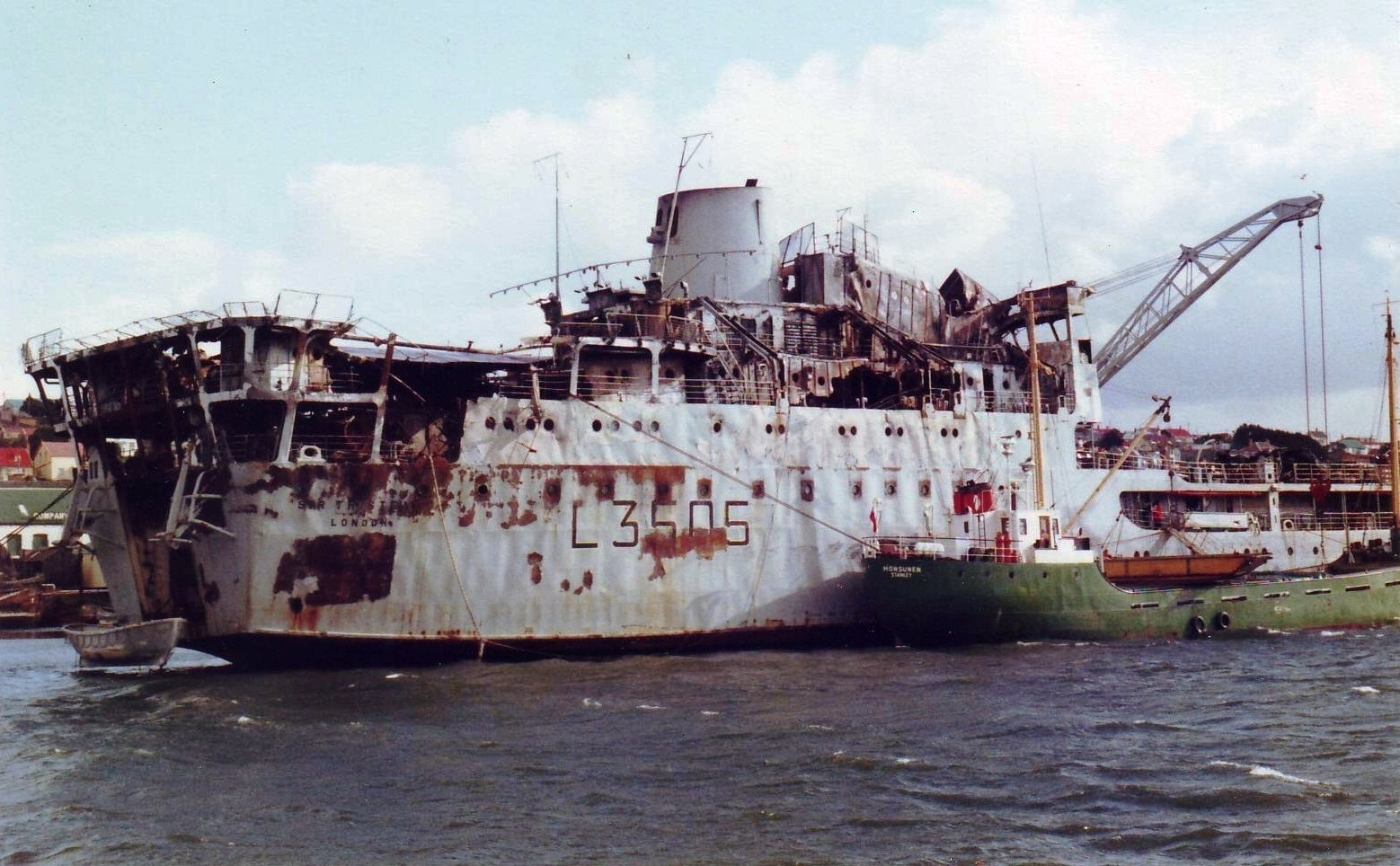
Poškození Sir Tristram (L3505) způsobené ve falklanské válce

Plavidla jsou koncepce Ro-Ro s rampou na přídi i zádi. Vozidla mohla být vysazena pomocí rampy na přídi přímo na břeh. Další materiál mohl být na vyloďovací čluny nakládán trojicí jeřábů a na zádi byla rovněž přistávací plocha pro vrtulníky. Pouze dvě jednotky nesly jeden 40mm kanón, ostatní byly bez výzbroje. Pohonný systém tvoří dva diesely. Nejvyšší rychlost je 17 uzlů.

## Operační služba

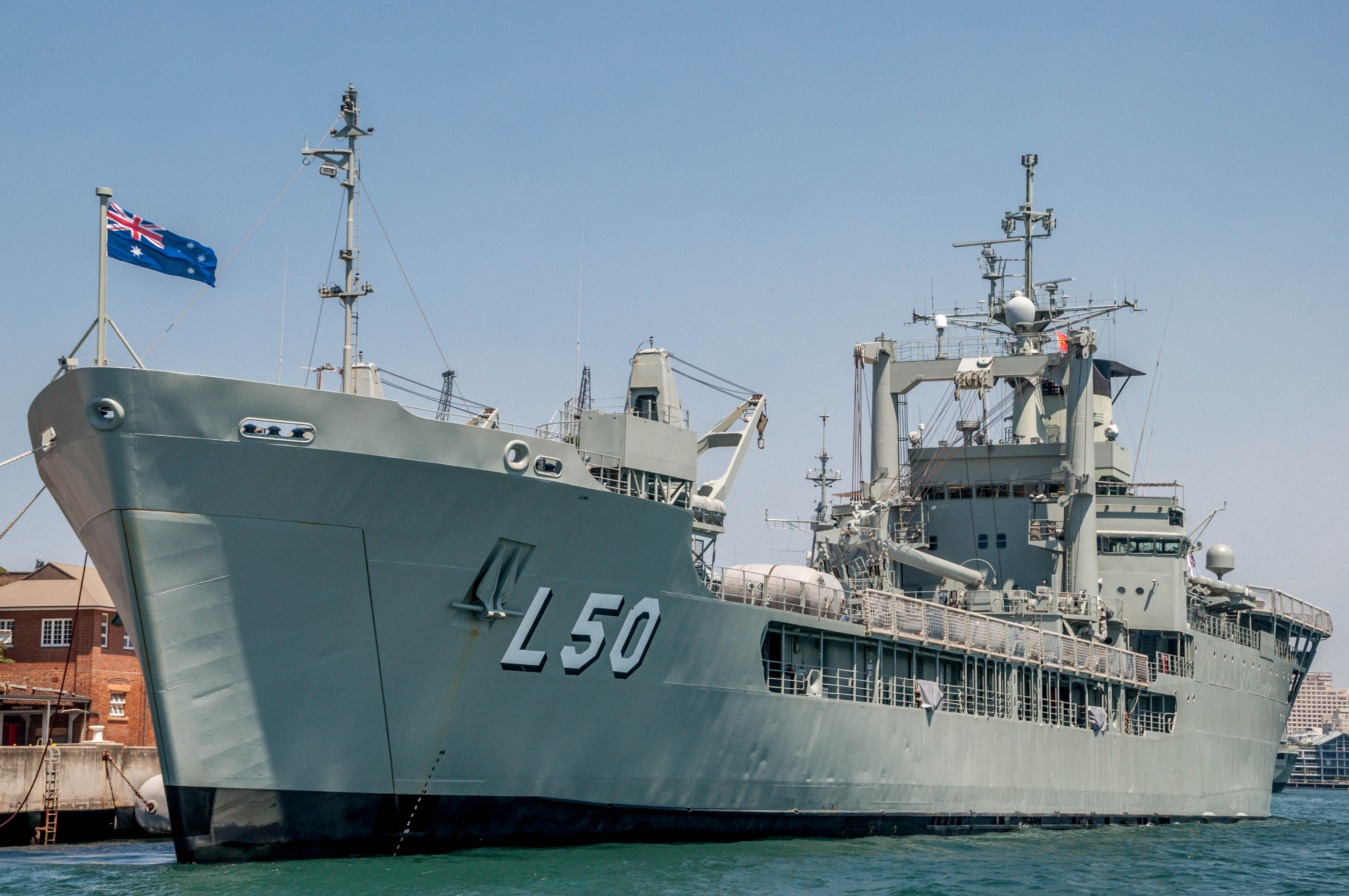
HMAS Tobruk (L50)

Třída byla v roce 1982 nasazena ve falklandské válce. Sir Galahad byl 8. června 1982 těžce poškozen argentinským letectvem a 24. června raději potopen britskou ponorkou. Ve stejný den jako Sir Galahad byl vážně poškozen i Sir Tristram, podařilo se ho však zachránit a opravit.

## Zahraniční uživatelé
Brazilské námořnictvo zakoupilo v roce 2007 jednotku Sir Galahad, kterou do služby zařadilo jako Garcia D'Avila (G29) a o dva roky později získalo ještě vyřazený Sir Bedivere, dnes pojmenovaný Almirante Sabóia (G25).